# Liogenys minuta
Liogenys minuta är en skalbaggsart som beskrevs av Moser 1924. Liogenys minuta ingår i släktet Liogenys och familjen Melolonthidae. Inga underarter finns listade i Catalogue of Life.